# 73782 Янаґіда
73782 Янаґіда (73782 Yanagida) — астероїд головного поясу, відкритий 14 жовтня 1994 року.
Тіссеранів параметр щодо Юпітера — 3,287.
Названо на честь Янаґіди (яп. やなぎだ(柳田) янаґіда).